# Betpouy
Betpouy település Franciaországban, Hautes-Pyrénées megyében. Lakosainak száma 74 fő (2022. január 1.). Betpouy Hachan, Barthe, Campuzan, Cizos, Organ, Puntous, Tournous-Devant és Vieuzos községekkel határos.

## Népesség
A település népességének változása:
| Lakosok száma | 79   | 78   | 80   | 78   | 78   | 79   | 77   | 76   | 74   |
|               | 2013 | 2015 | 2016 | 2017 | 2018 | 2019 | 2020 | 2021 | 2022 |